# Johann Andreas Eisenmenger
Johann Andreas Eisenmenger (1654-1704) est un chrétien hébraïsant et essayiste allemand, principalement connu pour ses pamphlets contre le judaïsme et sa critique du Talmud Il a étudié le Talmud pour en démontrer la "monstruosité" des juifs notamment en proclamant qu'il ordonnait "le meurtre des chrétiens", le mensonge et, parmi la somme des prescriptions diaboliques, que les rabbins qui l'avaient rédigé se considéraient au "dessus de Dieu" lui même. Son livre Entdecktes Judenthum (Le judaïsme démasqué), publié à titre posthume en 1711, a été « une source majeure pour les antisémites des XIXe et XXe siècles » selon le théologien allemand Johannes Wallmann.

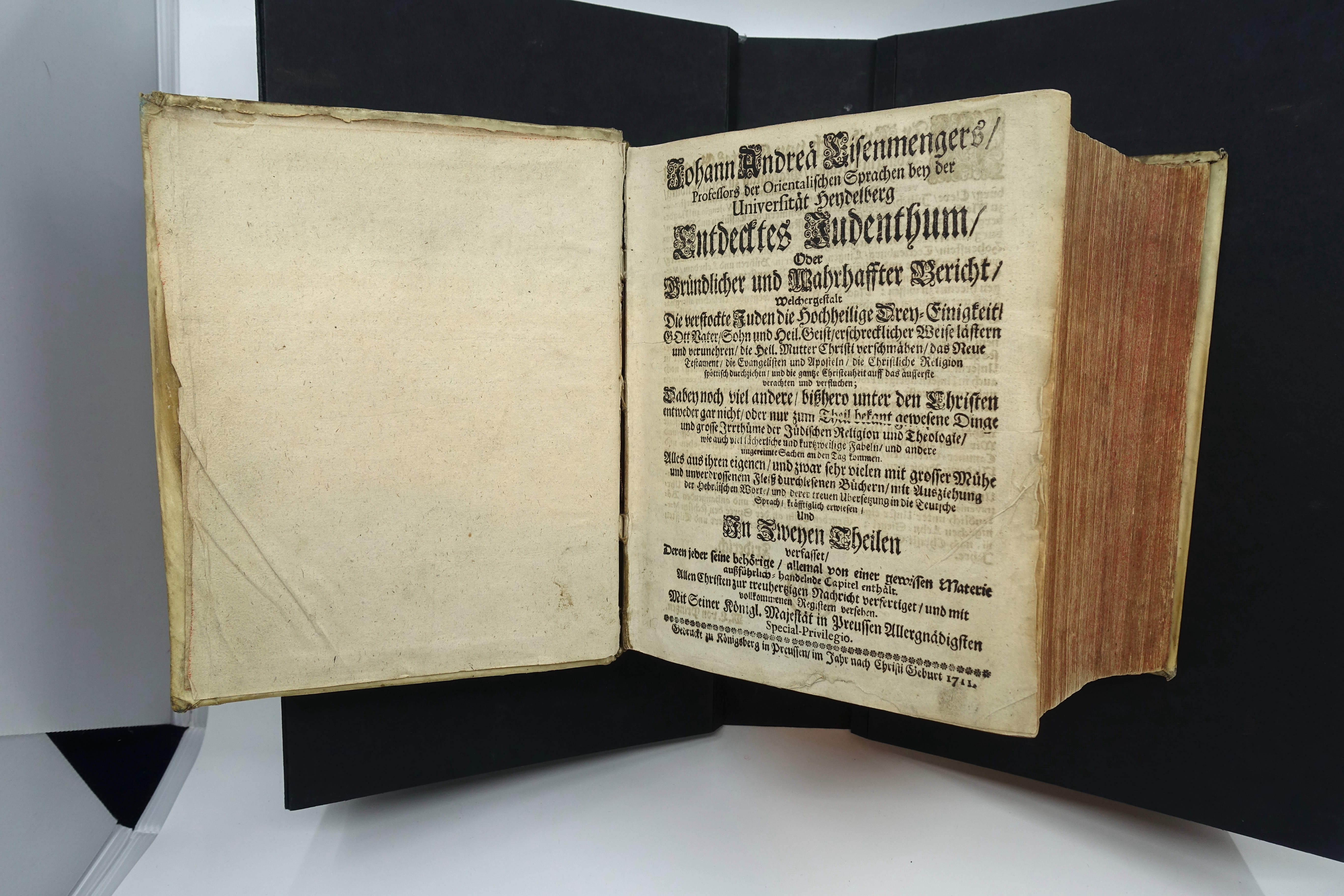
Entdecktes Judentum, édition de 1711, dans la collection du musée juif de Suisse.

## Publications
- Eisenmenger, Johann Andreas, Entdecktes Judenthum, 1711, consultable sur Google Livres. Traduction anglaise (abrégée) par Stehelin, John Peter sous le titre Rabinical Literature: Or, The Traditions Of The Jews, J. Robinson,  1748, en ligne.    Cette traduction anglaise de Stehelin's a été rééditée en 2006 sous le titre The Traditions of the Jews (Independent History & Research).